# Johnny Helledie
Johnny Helledie Nielsen (født 22. februar 1976) er en dansk fodboldspiller.
Han spillede sin første kamp i Superligaen i 1996 da han debuterede for AaB. Den næste klub der bød på Superliga deltagelse var Viborg FF der efter en prøvetræning i 2002 skrev en 2-årig kontrakt med spilleren. Men allerede året efter blev parterne enige om at ophæve kontrakten, og Helledie skiftede til Hjørring IF som han før havde spillet for.
Helledie spiller i dag for Viborg-klubben Søndermarkens IK.

Helledie er en af de heldige danskere som har fået spilletid i Champions League. Det fik han der han spillede i klubben Aab. Han byttede sin spiller trøje med den Portugisiske forsvarsspiller Secretário. Han har stadig trøjen den dag i dag.